# Nowruz Baýhanow
Nowruz Baýhanow (* 17. März 2004) ist ein turkmenischer Eishockeyspieler.

## Karriere
Im Juniorenbereich nahm Nowruz Baýhanow bei den Olympischen Jugend-Winterspiele 2020 in Lausanne im „3×3 Turnier“ für das „Team Grey“ teil.
Bei der Weltmeisterschaft 2023 nahm Baýhanow erstmals an der Division III teil. Auch bei der Weltmeisterschaft 2024 spielte er in der Division III. Zudem vertrat er seine Farben bei den Winter-Asienspielen 2025 im chinesischen Harbin.